# 요니슈키스

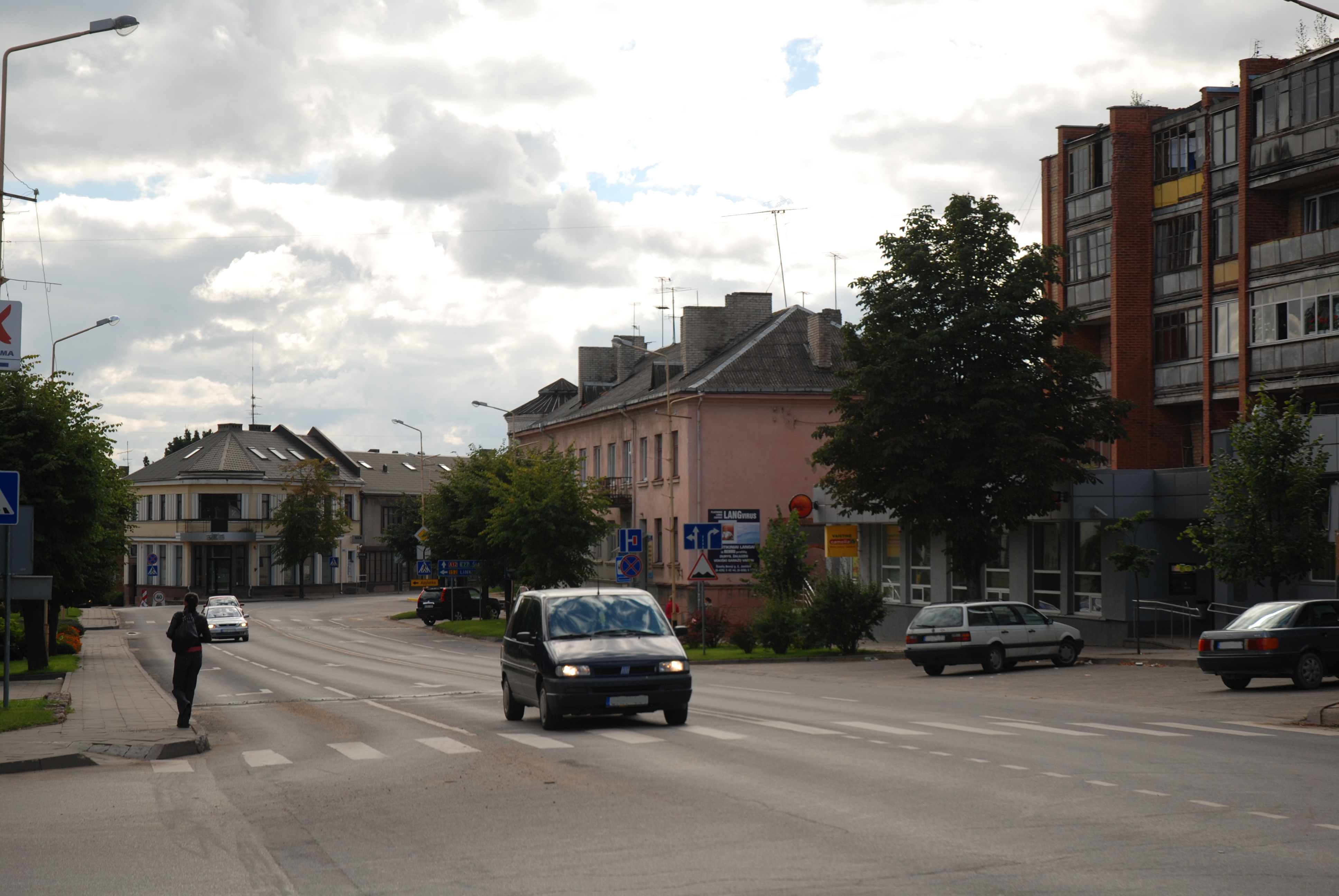
요니슈키스

요니슈키스(리투아니아어: Joniškis)는 리투아니아 북부 샤울랴이주의 도시로 인구는 9,900명(2011년 기준)이다. 샤울랴이에서 북쪽으로 40km, 라트비아 국경에서 14km 정도 떨어진 곳에 위치한다.
폴란드-리투아니아 연방의 지배를 받고 있던 1526년 문헌에서 처음으로 등장했으며 1616년에 도시 지위를 부여받았다. 성모 마리아 교회, 붉은 시나고그, 하얀 시나고그를 비롯한 역사적 건축물 유적이 남아 있다. 리투아니아 샤울랴이, 라트비아 리가를 연결하는 철도가 지나간다.

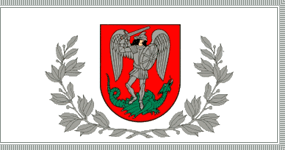
시기
시 문장